# Kirchenkreis Köln-Süd
Der Evangelische Kirchenkreis Köln-Süd ist einer der 37 Kirchenkreise der Evangelischen Kirche im Rheinland. Er erstreckt sich über den Kölner Stadtbezirk Rodenkirchen, über den südlichen Teil des Rhein-Erft-Kreises sowie den Bornheimer Stadtteil Walberberg im Rhein-Sieg-Kreis. Derzeit (Stand Juli 2023) umfasst er 16 Kirchengemeinden.
Gemeinsam mit den drei anderen Kölner Kirchenkreisen bildet er den Evangelischen Kirchenverband Köln und Region.

## Geschichte
Das Gebiet des heutigen Kirchenkreises gehörte in der Frühen Neuzeit überwiegend zu Kurköln oder zum Herzogtum Jülich. Wo sich dort in der Frühen Neuzeit evangelische Gemeinden bilden konnten, gingen sie im Zuge der Gegenreformation zumeist wieder unter. Nur die Kirchengemeinde Frechen besteht seit dem 16. Jahrhundert; die Gemeinden im westlichen Teil des Kirchenkreises sind großenteils aus ihr hervorgegangen. 1851 wurde auch eine Kirchengemeinde für Brühl und Bornheim gegründet (→ Christuskirche (Brühl)). Die Gemeinde im Südosten des Kirchenkreises gehen auf die Kirchengemeinde Köln zurück, von der 1899 die Kirchengemeinde Bayenthal abgetrennt wurde.
Nachdem das Gebiet 1815 in die preußische Provinz Jülich-Kleve-Berg (ab 1822 mit der Provinz Großherzogtum Niederrhein zur Rheinprovinz vereinigt) gekommen war, wurden die reformierten und lutherischen Gemeinden des Umlandes von Köln 1817 zum Kirchenkreis Mülheim am Rhein (nach damaligem Sprachgebrauch zur Synode Mülheim am Rhein) zusammengefasst. Dieser Kirchenkreis wurde 1892 in die Kirchenkreise Köln und Bonn geteilt. Der Kirchenkreis Köln wurde 1964 in die Kirchenkreise Köln-Mitte, Köln-Nord, Köln-Rechtsrheinisch und Köln-Süd aufgeteilt.

## Leitung

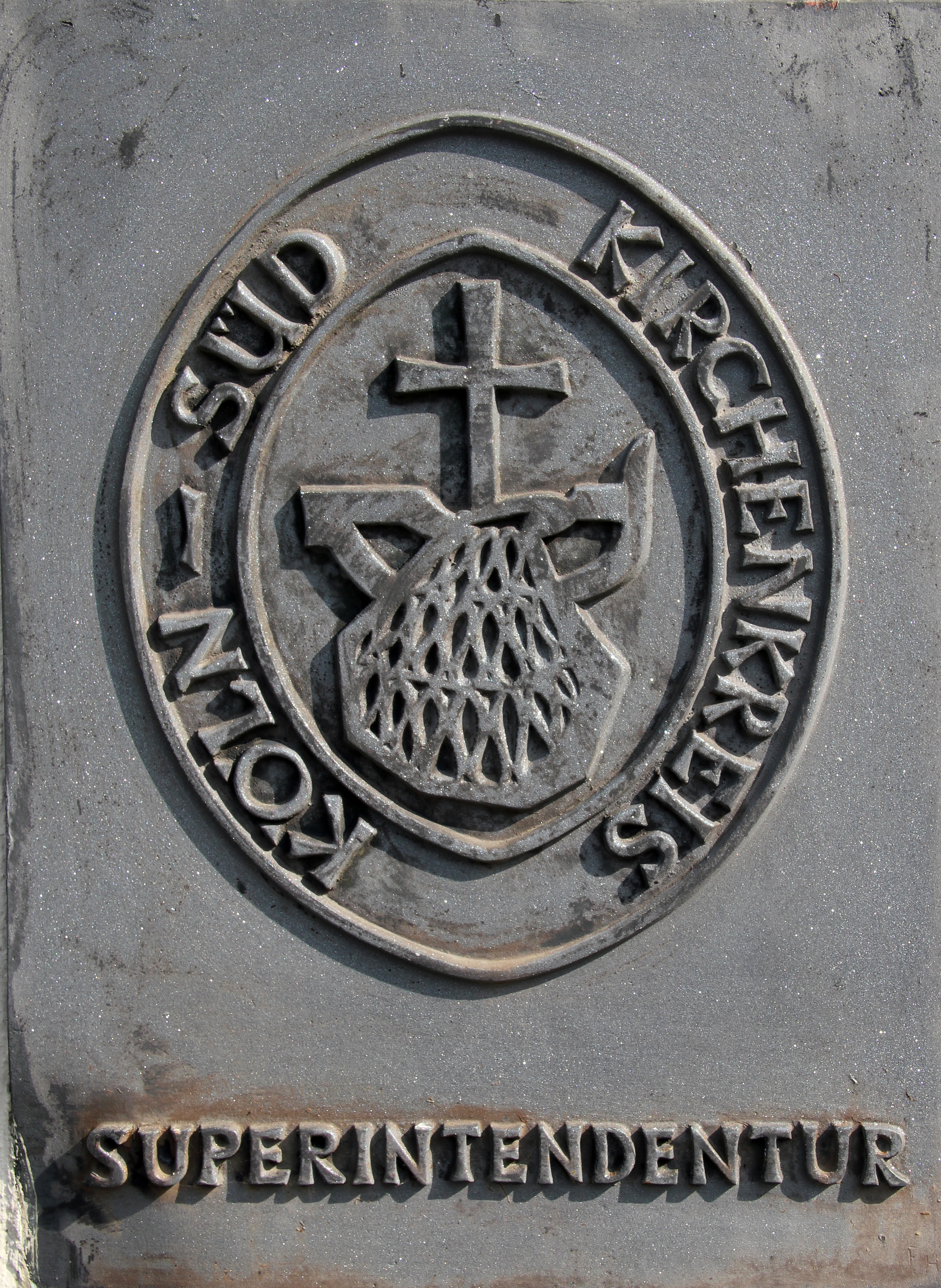
Emblem des Kirchenkreis Köln-Süd am Haus der Superintendentur Brühl

Die Leitung des Kirchenkreises liegt rheinischem Kirchenrecht gemäß bei der Kreissynode, die in der Regel zweimal im Jahr tagt, beim Kreissynodalvorstand und beim Superintendenten. Seit 2008 amtiert Bernhard Seiger als Superintendent, seit 2019 auch als Stadtsuperintendent des Kirchenverbandes.
Mit dem Kirchenkreis Köln-Mitte wird ein gemeinsamer Verwaltungsverband unterhalten. Verwaltung und Superintendentur haben ihren Sitz in Brühl.

## Mitgliederstatistik
Am 1. Januar 2021 gehörten 62.300 Gemeindeglieder (= 15,3 % der Bevölkerung) zum Kirchenkreis Köln-Süd. Am 27. Mai 1987 waren es 74.100 Gemeindeglieder (= 22,0 %) gewesen.

## Kirchengemeinden und Kirchengebäude
Folgende Städte und Landkreise sind teilweise oder insgesamt Bestandteil des Kirchenkreises und werden in der Liste mit Abkürzungen gekennzeichnet:
- Köln
- REK: Rhein-Erft-Kreis
- RSK: Rhein-Sieg-Kreis

Unter den Bauwerken befinden sich umgewidmete Gebäude, die weiterhin im kirchlichen Rahmen oder privatwirtschaftlich genutzt werden. Eine Auswahl ehemaliger Kirchen sind unter der eigentlichen Tabelle separat aufgeführt.

### Gebäude in kirchlicher Nutzung
| Ort                 | Kirchengemeinde                                         | Kirche                               | Kreis | Bauzeit Fertigst. | Besonderheiten | Abbildung |
| ------------------- | ------------------------------------------------------- | ------------------------------------ | ----- | ----------------- | --- | --------- |
| Brühl               | Kirchengemeinde Brühl                                   | Christuskirche                       | REK   | 1950–1951         | Aufbau auf altem Grundriss des 1945 zerstörten Vorgängerbaus von 1888/89 |           |
| Brühl-Badorf        | Kirchengemeinde Brühl                                   | Jakobuskirche                        | REK   | 1995              | |           |
| Brühl-Vochem        | Kirchengemeinde Brühl                                   | Andreaskirche                        | REK   | 1970–1971         | |           |
| Elsdorf-Heppendorf  | Kirchengemeinde Sindorf                                 | Apostel-Paulus-Kirche                | REK   | 1981–1982         | |           |
| Erftstadt-Friesheim | Kirchengemeinde Lechenich                               | Gemeindezentrum Friesheim            | REK   | 1983              | Im September 2024 entwidmet |           |
| Erftstadt-Gymnich   | Kirchengemeinde Lechenich                               | Emmauskirche                         | REK   | 1981–1982         | |           |
| Erftstadt-Lechenich | Kirchengemeinde Lechenich                               | Kirche der Versöhnung                | REK   | 1983              | |           |
| Erftstadt-Liblar    | Friedenskirchengemeinde in Erftstadt                    | Friedenskirche                       | REK   | 1925–1926         | |           |
| Frechen             | Kirchengemeinde Frechen                                 | Evangelische Kirche Frechen          | REK   | 1913–1920         | |           |
| Frechen-Bachem      | Kirchengemeinde Frechen                                 | Evangelisches Gemeindezentrum Bachem | REK   | 1972–1973         | |           |
| Hürth-Efferen       | Evangelische Kirchengemeinde Hürth                      | Friedenskirche                       | REK   | 1952              | |           |
| Hürth-Gleuel        | Evangelische Kirchengemeinde Hürth                      | Martin-Luther-Kirche                 | REK   | 1956–1957         | |           |
| Hürth-Hermülheim    | Evangelische Kirchengemeinde Hürth                      | Martin-Luther-King-Kirche            | REK   | 1978              | Glockenspiel |           |
| Kerpen              | Kirchengemeinde Kerpen                                  | Johanneskirche                       | REK   | 1853–1854         | restaurierte Orgel von Ehrenfried Leichel von 1859 |           |
| Kerpen-Blatzheim    | Kirchengemeinde Kerpen                                  | Johannes-Bugenhagen-Kirche           | REK   | 1966              | |           |
| Kerpen-Brüggen      | Kirchengemeinde Brüggen-Erft                            | Lukaskirche                          | REK   | 1937              | |           |
| Kerpen-Horrem       | Kirchengemeinde Horrem                                  | Kreuzkirche                          | REK   | 1964–1967         | |           |
| Kerpen-Sindorf      | Kirchengemeinde Sindorf                                 | Christus-Kirche                      | REK   | 1953              | |           |
| Köln-Marienburg     | Kirchengemeinde Köln-Bayenthal                          | Reformationskirche                   | Köln  | 1903–1905         | |           |
| Köln-Raderthal      | Kirchengemeinde Köln-Raderthal                          | Philippuskirche                      | Köln  | 1958–1967         | |           |
| Köln-Rodenkirchen   | Diakonie Michaelshoven zur Kirchengemeinde Rodenkirchen | Erzengel-Michael-Kirche              | Köln  | 1955–1959         | |           |
| Köln-Rodenkirchen   | Kirchengemeinde Köln-Rodenkirchen                       | Erlöserkirche                        | Köln  | 1965–1967         | |           |
| Köln-Rondorf        | Kirchengemeinde Köln-Rondorf                            | Emmanuelkirche                       | Köln  | 1987–1988         | |           |
| Köln-Sürth          | Kirchengemeinde Sürth-Weiß                              | Auferstehungskirche                  | Köln  | 1981–1982         | |           |
| Köln-Zollstock      | Kirchengemeinde Köln-Zollstock                          | Melanchthonkirche                    | Köln  | 1929–1930         | |           |
| Wesseling           | Kirchengemeinde Wesseling                               | Kreuzkirche                          | REK   | 1974              | Vorgängerkirche von 1914 (Architekt Walter Böhm, Wesseling) an der Bonner-/K-Adenauer-Str., 1964 Kreuzkirche benannt, fiel einer Straßenerweiterung zum Opfer // Orgel von 1975, 2 Manuale/Pedal und 25 Register Karl Schuke Berliner Orgelbauwerkstatt |           |
| Wesseling           | Kirchengemeinde Wesseling                               | Apostelkirche                        | REK   | 1963–1966         | |           |

### Ehemalige Kirchengebäude
| Ort                 | Kirchengemeinde                | Kirche                             | Kreis | Bauzeit Fertigst. | Besonderheiten                                                                              | Abbildung |
| ------------------- | ------------------------------ | ---------------------------------- | ----- | ----------------- | ------------------------------------------------------------------------------------------- | --------- |
| Bornheim-Walberberg | Kirchengemeinde Brühl          | Martin-Luther-Kirche               | RSK   | 1969              | 2021 entwidmet                                                                              |           |
| Brühl               | Kirchengemeinde Brühl          | Johanneskirche                     | REK   | 1975              | Im Januar 2021 entwidmet                                                                    |           |
| Frechen-Buschbell   | Kirchengemeinde Frechen        | Alte evangelische Kirche Buschbell | REK   | 1741–1742         | Im Februar 2006 entwidmet, an eine Stiftung überführt; ehemals katholische St.-Ulrichkirche |           |
| Hürth-Kendenich     | Matthäus-Kirchengemeinde Hürth | Nathan-Söderblom-Kirche            | REK   | 1972–1973         | Im Juni 2008 entwidmet                                                                      |           |
| Hürth-Knapsack      | Matthäus-Kirchengemeinde Hürth | Dankeskirche                       | REK   | 1950–1951         | 1975 entwidmet, 1976 abgerissen                                                             |           |
| Köln-Meschenich     | Kirchengemeinde Brühl          | Thomaskirche                       | Köln  | 1980–1981         | 2021 entwidmet                                                                              |           |
| Wesseling-Urfeld    | Kirchengemeinde Wesseling      | Dankeskirche                       | REK   | 1958–1959         | entwidmet am 30. Juni 2019                                                                  |           |